# Automobile Club suisse
Pour les articles homonymes, voir ACS et Automobile Club.
L'Automobile Club de Suisse (ACS) est une association fondée le 6 décembre 1898 dans le but de grouper les automobilistes afin de défendre leurs intérêts en matière de politique des transports, d'économie, de tourisme et de sport.
C'est l'un des plus anciens automobiles clubs du monde.
L'ACS voue une attention particulière à la législation routière ainsi qu'à son application et s'engage en faveur de la sécurité routière.
L'ACS est constitué de 21 sections organisées chacune comme une association indépendante.

## Prestations
- Dépannage automobile
- Assistance en Suisse et à l'étranger
- Oldtimer, un service de transport de voitures de collection.
- Renseignements juridiques
- Informations touristiques
- Organisation de cours de conduite
- Prévention et sécurité routière